# Krajský přebor – ÚNV Praha 1952
Krajský přebor – ÚNV Praha 1952 byla jednou ze skupin 2. nejvyšší fotbalové soutěže v Československu. V soutěži se utkalo 12 týmů každý s každým dvoukolovým systémem jaro-podzim. 

## Konečná tabulka
| Poř. | Tým                          | Z  | V  | R | P  | VG  | OG  | B  |
| ---- | ---------------------------- | -- | -- | - | -- | --- | --- | -- |
| 1.   | Dynamo Slavia                | 22 | 21 | 0 | 1  | 120 | 26  | 42 |
| 2.   | Spartak Stalingrad           | 22 | 17 | 2 | 3  | 117 | 38  | 36 |
| 3.   | Spartak Sokolovo „B“         | 22 | 13 | 3 | 6  | 64  | 56  | 29 |
| 4.   | Pozemní stavby Praha         | 22 | 13 | 2 | 7  | 66  | 51  | 28 |
| 5.   | Dukla Karlín                 | 22 | 11 | 2 | 9  | 65  | 53  | 24 |
| 6.   | Slavoj Pražský průmysl masný | 22 | 10 | 3 | 9  | 80  | 70  | 22 |
| 7.   | DSO Spartak Meopta Košíře    | 22 | 7  | 5 | 10 | 41  | 71  | 19 |
| 8.   | Instalační závody Praha      | 22 | 5  | 5 | 12 | 43  | 53  | 15 |
| 9.   | Loděnice Praha VIII          | 22 | 5  | 4 | 13 | 45  | 105 | 14 |
| 10.  | Posista Praha                | 22 | 5  | 3 | 14 | 51  | 79  | 13 |
| 11.  | Jawa Praha                   | 22 | 6  | 1 | 15 | 46  | 87  | 12 |
| 12.  | Vysoké školy Praha           | 22 | 3  | 2 | 17 | 33  | 90  | 8  |

Poznámky:
- Z = Odehrané zápasy; V = Vítězství; R = Remízy; P = Prohry; VG = Vstřelené góly; OG = Obdržené góly; B = Body;